# Маркиз де Альбасеррада
Маркиз де Альбасеррада — испанский дворянский титул. Он был создан 31 мая 1693 года королем Испании Карлом II для Диего Давилы де Толедо и Гусмана, кавалера Ордена Калатравы.

## Список маркизов де Альбасеррада
- Диего Давила де Толедо и Гусман (? — 1725), 1-й маркиз де Альбасеррада, 15-й граф де Корунья, сын Алонсо Давилы и Гусмана и Беатрис Каррильо де Толедо.
  - Супруга с 1693 года Леонор де Вела и Мальдонадо. Ему наследовал их сын:
- Хосе Бернальдо Давила Мендоса Медина и Вела дель Агила (? — ?), 2-й маркиз де Альбасеррада, 16-й граф де Корунья, 16-й виконт де Ториха, 3-й граф де ла Ривера. Ему наследовала его сестра:
- Тереза Ибаньес Давила и Мендоса (1701—1735), 3-я маркиза де Альбасеррада, 4-я графиня де ла Ривера.
  - Супруг — Мартин Николас Гонсалес де Кастехон (1690—1765), 6-й маркиз де Грамоса, 3-й маркиз де Веламасан. Ей наследовал их сын:
- Мартин Мануэль Гонсалес де Кастехон и Давила Мендоса (1728—1764) 4-й маркиз де Альбасеррада, 17-й граф де Корунья, 17-й виконт де Ториха, 7-й маркиз де Грамоса, гранд Испании, 4-й маркиз де Веламасан.
  - Супруга — Бернарда де Сильва Рабатта, дочь Фернандо де Сильвы и Пачеко, 13-го графа де Сифуэнтес (гранда Испании), 2-го маркиза де Алькончель, и его второй супруги, Каталины Луизы де Рабатта. Ему наследовала их дочь:
- Мария дель Пилар Гонсалес де Кастехон и Сильва (1750—1806), 5-я маркиза де Альбасеррада, 6-я графиня де ла Ривера, 8-я маркиза де Грамоса (грандесса Испании), 5-я маркиза де Веламасан.
  - Супруг — Мартин Педро де Кастехон и Давила (1730—1793), 18-й граф де Корунья, 18-й виконт де Ториха. Ей наследовала их дочь:
- Анна Мария де Кастехон и Давила (? — ?), 6-я маркиза де Альбасеррада.
- Мария Бернарда де Гонсалес и Вильялонга (1741—1775) 7-я маркиза де Альбасеррада, дочь Мартина Николаса Гонсалеса де Кастехона и Гонсалеса де Кастехона (1690—1765), 6-го маркиза де Грамоса, и Марии Мануэлы де Вильялонги и Веласко (1708—1774), 4-й графини де ла Куэва.
  - Супруга — Хуан Педро де Сильва Пачеко и Рабатта (1737—1792), 14-й граф де Сифуэнтес. Ей наследовала их дочь:
- Мария Луиза де Сильва и Гонсалес Кастехон (1765 — 18 июля 1825), 8-я маркиза де Альбасеррада и 15-я графиня де Сифуэнтес, графиня де ла Куэва.
  - Супруг с 1784 года Хуан Баутиста де Керальт и де Пинос (1758—1803), 7-й граф де Санта-Колома, 3-й маркиз де Бесора. Ей наследовал их сын:
- Хуан Баутиста де Керальт и Сильва (18 марта 1786 — 13 марта 1865), 9-й маркиз де Альбасеррада, 8-й граф де Санта-Колома, 16-й граф де Сифуэнтес, граф де ла Куэва, 4-й маркиз де Бесора.
  - Супруга с 1805 года Мария дель Пилар Букарелли и Сильва (1789—1824), дочь Луиса Букарелли и Букарелли, графа де Херона, и Марии дель Росарио де Сильва и Фернандес де Миранда, 7-й графини де Фуэнклара, грандессы Испании, маркизы де Вальеэрмосо. Ему наследовал их сын:
- Хуан Баутиста де Керальт и Букарелли (8 октября 1814 — 17 апреля 1873), 10-й маркиз де Альбасеррада, 9-й граф де Санта-Колома, 17-й граф де Сифуэнтес, 17-й маркиз де Каньете, 10-й граф де лас Амаюэлас, 6-й маркиз де Вальеэрмосо.
  - Супруга с 1840 года Мария Доминга Бернальдо де Кирос и Колон де Ларреатеги (1816—1884) дочь Антонио Марии Бернальдо де Кироса и Родригеса де лос Риоса, 6-го маркиза де Монреаль, маркиза де Сантьяго, 6-го маркиза де ла Симада, и Иполиты Колон де Ларреатеги и Бакедано, дочери 12-го герцога де Верагуа. Ему наследовал их сын:
- Иполито де Керальт и Бернальдо де Кирос (22 сентября 1841 — 12 июня 1877), 11-й маркиз де Альбасеррада, 10-й граф де Санта-Колома, 11-й граф де лас Амаюэлас, 17-й маркиз де Каньете, 7-й маркиз де Вальеэрмосо, гранд Испании.
  - Супруга с 1866 года Мария Эльвира Зинаида Фернандес-Макейра и Оянгурен (1845—1906), дочь Ремигио Фернандеса и Макейры и Фресии Оянгурен и Скуэлья. Ему наследовал их сын:
- Иполито де Керальт и Фернандес-Макейра (1 августа 1868 — 27 июня 1919), 12-й маркиз де Альбасеррада.
  - Супруга с 1892 года Мария Луиза Лопес и Нейлант (1871—1957), дочь Федерико Лопеса и Гавирии и Марии Изабель Франсиски де Асис Лорето Хосефы Рамоны Фаусты де Нейлант и Рибера Вильянуэва, 6-й маркизы де Периха. Ему наследовал их сын:
- Иполито де Керальт и Лопес (23 августа 1893 — 21 марта 1928), 13-й маркиз де Альтбасеррада, 11-й маркиз де Бесора. Не оставил потомства, ему наследовала его сестра:
- Мария Изабель де Керальт и Лопес (20 апреля 1896 — 5 июня 1980), 14-я маркиза де Альбасеррада, 12-й маркиза де Бесора и 17-я маркиза де Тарасена.
  - Супруг с 1928 года Хосе Гарсия де Саманьего и Кольса (1898—1936), 4-й маркиз де ла Гранха-де-Саманьего. Ей наследовал их сын:
- Иполито Гарсия де Саманьего и Керальт (17 августа 1929—2003), 15-й маркиз де Альбасеррада, 13-й маркиз де Бесора, 5-й маркиз де ла Гранха-де-Саманьего. Ему наследовал его сын:
- Иполито Гарсия де Саманьего и Сильестрём (род. 31 июля 1969), 16-й маркиз де Альбасеррада, 14-й маркиз де Бесора, 6-й маркиз де ла Гранха-де-Саманьего.